# Полуавтоматическая коробка передач
Полуавтоматическая коробка передач (далее по тексту — ПАКП) — коробка передач, в конструкции которой применена некая вспомогательная автоматика, либо упрощающая для водителя управление автомобилем такой КП, либо принципиально необходимая для нормального функционирования такой КП, но при этом в любом случае оставляющая за водителем как выбор передачи под текущие условия движения, так и определение момента переключения с передачи на передачу. Конструкция ПАКП не имеет общего вида, а исторически ПАКП применялись на разноплановой технике, от мотоциклов до танков. Наиболее известный современный вариант применения ПАКП — автомобили Формулы-1.

## Гидромеханические и электромеханические трансмиссии с ручным переключением
Первый массово использовавшийся тип ПАКП был создан фирмой Chrysler в 1930-х годах и широко использовалась на её автомобилях вплоть до 1950-х годов. Тип М4 (на довоенных моделях, коммерческие обозначения — Vacamatic или Simplimatic) или M6 (с 1946 года, коммерческие обозначения — Presto-Matic, Fluidmatic, Tip-Toe Shift, Gyro-Matic и Gyro-Torque) и изначально представлял собой комбинацию трёх агрегатов — гидромуфты, традиционной механической коробки передач с двумя ступенями переднего хода, и автоматически (на М4 вакуумным, на М6 электрическим приводом) включающегося овердрайва (игравшего в данной конструкции роль делителя передач).

Каждый блок этой трансмиссии имел своё назначение:
Гидромуфта
Делала трогание автомобиля с места плавнее, позволяла «бросать сцепление» и останавливаться, не выключая передачи или сцепления. Позднее она была заменена гидротрансформатором, который увеличивал крутящий момент и значительно улучшал динамику автомобиля по сравнению с гидромуфтой (которая несколько ухудшала динамику разгона).
Механическая коробка передач
Служила для выбора рабочего диапазона трансмиссии в целом. Существовало три рабочих диапазона — нижний (Low), верхний (High) и заднего хода (Reverse). В каждом диапазоне было две передачи.
Овердрайв
Автоматически включался в работу при превышении автомобилем определённой скорости, таким образом, переключая передачи внутри текущего диапазона.
Переключение передач производилось обычным рычагом, расположенным на рулевой колонке. Поздние варианты переключателя имитировали автоматические трансмиссии и имели указатель-квадрант диапазона над рычагом, как у АКП — хотя сам процесс выбора передач не претерпел изменений. Педаль сцепления имелась, но использовалась только для выбора диапазона и была окрашена в красный цвет.
Трогаться в обычных дорожных условиях рекомендовалось в диапазоне High, то есть, на второй передаче двухступенчатой МКП и третьей передаче трансмиссии в целом — высокий крутящий момент шести- и восьмицилиндровых двигателей «Крайслеров» это вполне позволял.
На подъёме и при движении по грязи необходимо было начинать движение с диапазона «Low», то есть, с первой передачи. После превышения определённой скорости (варьировалась в зависимости от конкретной модели трансмиссии) происходило переключение на вторую передачу за счёт происходящего автоматически включения овердрайва (сама МКП оставалась при этом на первой передаче).
При необходимости водитель переключался на верхний диапазон, при этом включалась в большинстве случаев сразу четвёртая передача (так как овердрайв уже был включён для получения второй передачи) — она имела общее передаточное отношение 1:1.
Перебрать все имеющиеся четыре передачи при практическом вождении было почти невозможно, хотя трансмиссия формально считалась четырёхступенчатой.
Диапазон задних передач также включал две передачи и включался, как обычно, после полной остановки автомобиля.
Таким образом, для водителя езда на автомобиле с такой трансмиссией очень напоминала езду на машине с двухступенчатой АКП, с той разницей, что переключение между диапазонами происходило с нажатием сцепления.
Эта трансмиссия ставилась с завода или была доступна как опция на автомобилях всех подразделений корпорации «Крайслер» 1940-х — начала 1950-х годов. После появления настоящей автоматической двухступенчатой трансмиссии PowerFlite, позднее трёхступенчатой TorqueFlite, полуавтоматические трансмиссии семейства Fluid-Drive были сняты с производства, так как мешали продажам полностью автоматических трансмиссий. Последним годом их установки стал 1954, в этом году они был доступны на самой дешёвой марке корпорации — «Плимуте».
Фактически такая трансмиссия стала переходным звеном от МКП к гидромеханическим АКП и служила для «обкатки» технических решений, позднее использовавшихся на них.
Примерно в то же время в Европе некоторые дорогие автомобили снабжались электромеханическим или гидропневматическим автоматическим приводом сцепления.

## Механические коробки передач в комбинации с автоматическим сцеплением
Конструктивно не отличаются от обычных МКП, но привод сцепления осуществляется автоматически, обычно, пневмо- или гидроэлектрической системой. Переключение передач производилось водителем вручную, педаль сцепления обычно отсутствовала.
Улучшенные версии таких систем предлагаются и в настоящее время

## Преселективные коробки передач

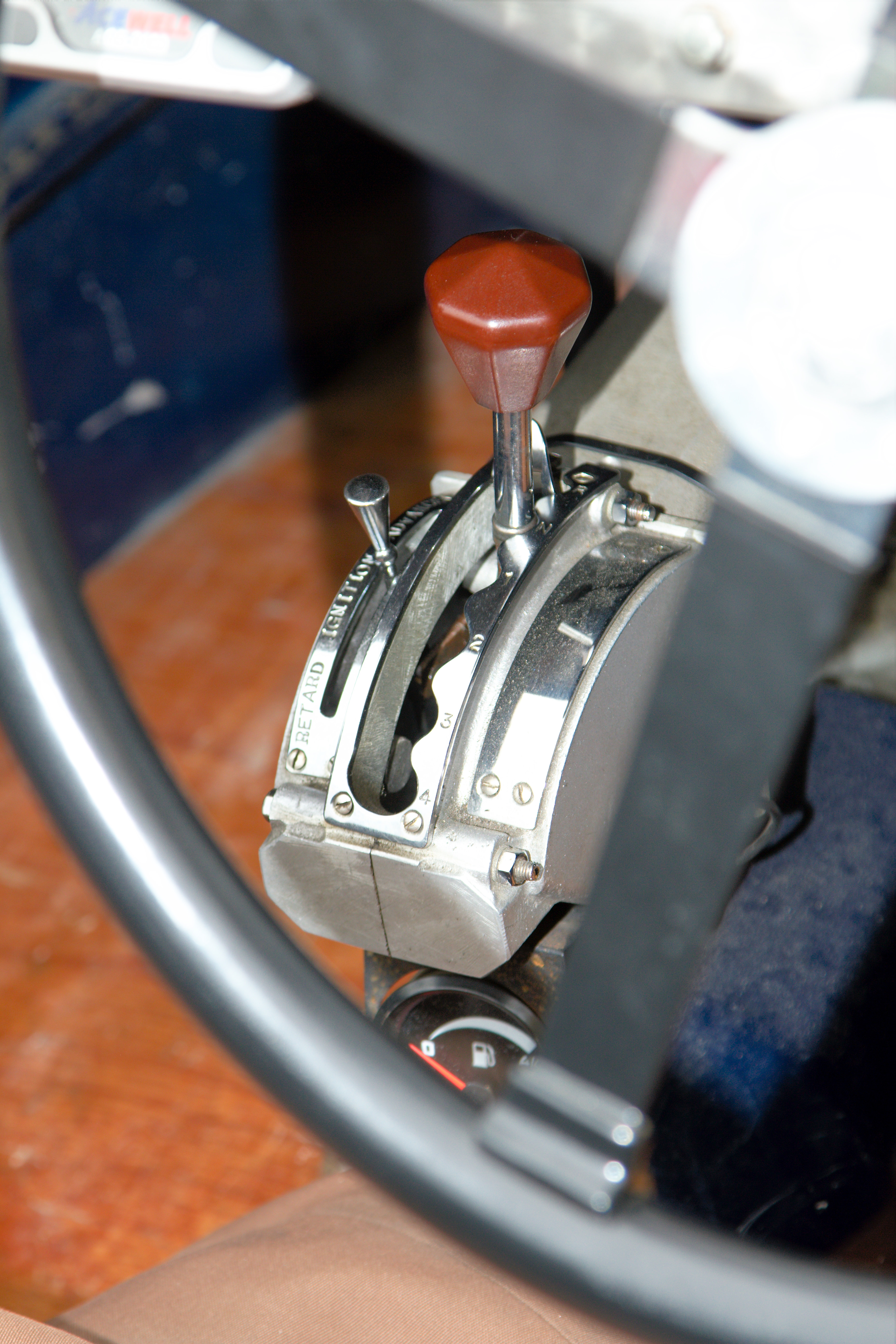
Селектор выбора передач преселективной КП довоенного автомобиля MG Magna

Под таковыми подразумеваются КП, в которых выбор следующей передачи происходит до момента переключения на неё.
В исторической ретроспективе данный термин обычно используется применительно к разработкам межвоенного периода прошлого века, и подразумевает под собой планетарную или безвальную КП, дополненную разноплановыми механизмами по упрощению процесса переключения передач. В то время, в условиях отсутствия как синхронизированных механических КП, так и автоматических КП, подобное направление развития КП было актуально. Управление преселективной КП осуществлялось посредством селектора предварительного выбора передачи. Селектор выставлялся в нужную передачу, а сам момент включения определялся либо нажатием на педаль сцепления, либо кратковременным толчком селектора в нефиксируемое положение (в случае использования центробежного сцепления на легковых автомобилях). Какая-либо квалификация и специфические навыки от водителя не требовались. Преселективные КП использовались на совершенно разноплановой технике: немецкие безвальные КП Maybach Variorex бронетранспортёров Sd.Kfz. 250 и танков Pz.Kpfw. III; безвальные КП Maybach Olvar танков «Тигр» и «Королевский Тигр»; немецкие планетарные КП гоночных Auto Union и представительских Maybach; британские планетарные КП Уилсона танков Матильда II, автобусов AEC RT-type, легковых Armstrong Siddeley, Daimler, MG, Riley; французские планетарные КП Cotal и Talbot легковых машин Delage, Delahaye, Talbot, Bugatti; американские планетарные КП машин Cord и Tucker.

схема современной преселективной КП с двумя сцеплениями

В современный момент преселективными называются любые коробки передач с двумя сцеплениями, так как здесь вспомогательная автоматика всегда предварительно выбирает повышающую или понижающую передачу в зависимости от текущего режима движения, независимо от того, определяется ли момент перехода на новую передачу автоматически или водителем. В своём изначальном виде преселективные планетарные и безвальные КП на современных автомобилях не применяются. На многоскоростных КП современных седельных тягачей, ряд передач может включаться через преселекцию кнопкой-переключателем на основном рычаге КП, но такая КП преселективной не называется.